# 빅터 프렌치

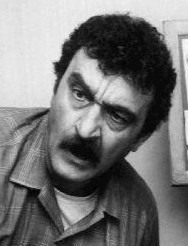

빅터 프렌치(Victor French, 1934년 12월 4일 ~ 1989년 6월 15일)는 미국의 배우, 각본가, 영화 감독이다.
샌타바버라에서 태어났으며 로스앤젤레스에서 사망하였다. 사인은 암이다.

## 출연 작품
- 천사 조나단 (1984년)
- 사관과 신사 (1982년) - 조 포크리피키 역
- 내일은 태양 (1981년)
- 선택 (1981, Choices)
- 아마츄어 나이트 (1979년)
- 하우스 온 스컬 마운틴 (1974년)
- 초원의 집 - TV 시리즈 (1974년)
- 와일드 로버스 (1971년)
- 크루키드 맨 (1970년)
- 리오 로보 (1970년)
- 건파이터의 최후 (1969년)
- 제5전선 (1966년)
- FBI (1965년)
- 겟 스마트 (1965년)
- 보난자 (1959년)
- 딜론 보안관 (1955년)
- 디즈니랜드 (1954년)